# Chippubetsu
Chippubetsu (秩父別町, Chippubetsu-chō) est un bourg du district d'Uryū, situé dans la sous-préfecture de Sorachi, sur l'île de Hokkaidō, au Japon.

## Géographie

### Démographie
Au 31 mars 2015, la population de Chippubetsu s'élevait à 2 578 habitants répartis sur une superficie de 47,18 km2.

## Transports
Chippubetsu est desservi par la ligne Rumoi de la compagnie JR Hokkaido.